# Demon's Souls
Demon's Souls là một trò chơi video hành động nhập vai do FromSoftware phát triển và phát hành độc quyền cho hệ máy PlayStation 3 dưới sự giám sát của Japan Studio. Sony Computer Entertainment phát hành trò chơi tại Nhật Bản tháng 2 năm 2009, Atlus USA phát hành tại Bắc Mỹ tháng 10 năm 2009 và Namco Bandai Games phát hành ra các nước khác vào tháng 6 năm 2010. Tựa game được cho là tiếp bước và phát triển lên từ một loạt game trước đó của FromSoftware là King's Field.
Demon's Souls là phần đầu tiên của loạt Souls, game lấy bối cảnh tại Boletaria, một vương quốc bị hủy diệt bởi thứ bóng tối gọi là Old One, nó được phóng thích bằng cách sử dụng những Soul Arts. Người chơi vào vai người anh hùng vô danh đi đến Boletaria để giết vị vua sa ngã Allant và dẹp loạn bọn Old One. Trò chơi sẽ đưa người chơi đến năm thế giới khác nhau từ một trung tâm gọi là Nexus, tập trung nhiều vào những màn chiến đấu đầy thử thách và cơ chế xoay quanh cái chết và hồi sinh của người chơi. Chế độ nhiều người chơi trực tuyến cho phép những người chơi hợp tác với nhau và các cuộc xâm lược thế giới có tính năng đối kháng giữa người chơi và người chơi.
Quá trình phát triển ban đầu của trò chơi gặp khó khăn do thiếu sự kết nối. Bất chấp những vấn đề như vậy, nhân viên Miyazaki Hidetaka của FromSoftware vẫn tiếp quản dự án và giúp biến loạt thành hoàn hảo như bây giờ. Độ khó của trò chơi nhằm mục đích vừa gợi lên những yếu tố của trò chơi điện tử cổ điển vừa mang lại cảm giác thử thách và thành tích cho người chơi. Khía cạnh này tỏ ra là một yêu cầu cao đối với Miyazaki, một phần vì ông sợ rằng Sony sẽ yêu cầu nhóm giảm độ khó để trò chơi dễ tiếp cận hơn. Các yếu tố nhiều người chơi được lấy cảm hứng từ các sự kiện trong cuộc đời của Miyazaki.
Demon's Souls được công bố vào năm 2008, những phản ứng ban đầu đối với bản chơi thử được coi là tiêu cực và độ khó cao của trò chơi đã khiến Sony phải chuyển sang xuất bản tựa game này bên ngoài Nhật Bản. Mặc dù trò chơi đã gặp phải những đánh giá tiêu cực và doanh thu trung bình ở Nhật Bản, nhưng nó đã trở thành một thành công về mặt thương mại và mang tính quan trọng ở phương Tây. Trò chơi được khen ngợi vì độ khó trong chiến đấu và lối chơi gây nghiện, sau đó đã giành được một số giải thưởng. Do giới thiệu nhiều yếu tố cốt lõi xác định nên thể loại Soulslike, game đã được công nhận là một trong những trò chơi hay và có ảnh hưởng nhất mọi thời đại. Thành công của nó đã tạo ra một sản phẩm kế thừa tinh thần là Dark Souls ra mắt năm 2011. Một bản làm lại của Bluepoint Games đã được phát hành dưới dạng tựa game ra mắt cho PlayStation 5 vào tháng 11 năm 2020.

## Lối chơi

Người chơi đối đầu với rồng đỏ. Màu sáng xung quanh nhân vật người chơi cho biết họ đang ở hình dạng linh hồn, dẫn đến lượng máu tối đa của họ bị giảm đi một nửa.

Demon's Souls là một trò chơi nhập vai hành động; người chơi sẽ vào vai một nhà thám hiểm khám phá vùng đất bị nguyền rủa tên là Boletaria, giới tính và ngoại hình sẽ được tùy chỉnh khi bắt đầu trò chơi. Các khía cạnh của tùy chỉnh này sẽ ảnh hưởng đến các thông số khác nhau có liên quan đến lối chơi.:5 Ban đầu nhân vật người chơi sẽ được cấp một lớp nhân vật, điều này có ảnh hưởng lớn đến các thông số, mặc dù có thể thay đổi sau đó, cũng như thay đổi hiệu quả lớp nhân vật kết hợp với sự lựa chọn các loại vũ khí khác nhau.:22–23 Thế giới chia thành sáu khu vực; thế giới trung tâm Nexus và năm thế giới bổ sung được chia thành bốn khu vực, mỗi khu vực kết thúc sau khi người chơi chạm trán với trùm. Có 22 con trùm trong trò chơi, trong đó có Real King Allant, hai con Maneaters, và bốn con trùm tùy chọn. Các trận chiến phụ thuộc vào thời gian tấn công bằng vũ khí và đỡ đòn, với các loại vũ khí khác nhau sẽ mở ra nhiều lựa chọn chiến đấu và thay đổi tốc độ di chuyển của người chơi. Hầu hết các hành động tiêu hao một thanh đo sức chịu đựng, với việc quản lý nó tạo thành một phần cốt lõi của chiến đấu. Khi đánh bại kẻ thù, người chơi sẽ nhận được Linh hồn, một dạng vừa là điểm kinh nghiệm để nâng cao các thông số khác nhau; vừa là đơn vị tiền tệ trong trò chơi dùng để mua vũ khí, áo giáp và vật phẩm mới. Người chơi càng chú trọng thu thập linh hồn thì số lượng linh hồn cần thiết càng tăng lên. Cùng với linh hồn, người chơi có thể lấy các vật phẩm như vũ khí và quặng để nâng cấp.:6

## Tóm tắt nội dung
Demon's Souls diễn ra ở vương quốc Boletaria. Vào thời cổ đại, Boletaria đã bị một kẻ được gọi là Old One tấn công do họ đã lạm dụng một thứ ma thuật gọi là Soul Arts. Thế giới gần như bị diệt vong do những "Deep Fog" ma quái và những con quỷ ăn thịt do bọn chúng tạo ra. Old One sau đó bị ru ngủ,  Boletaria may mắn không bị tận diệt, một trong số những người sống sót đó trở thành những Tượng đài vĩnh cữu để cảnh báo thế hệ tương lai. Quay trở lại thế giới hiện tại của trò chơi, vua Allant cai trị Boletaria đã khôi phục lại Soul Arts, đánh thức Old One và đội quân quỷ của nó. Boletaria tiếp tục bị những loài ma quỷ nuốt dần và những con người không có linh hồn biến thành những con quái vật vô tri. Người chơi sẽ vào vai một nhà thám hiểm vô danh, mạo hiểm đi vào vùng sương mù đang nhấn chìm Boletaria. Sau khi chết đi, người chơi thức dậy trong Nexus và gặp một con quỷ nhân từ gọi là Maiden in Black, cũng như nhiều nhân vật khác.
Bị ràng buộc với Nexus cho đến khi Old One chìm vào giấc ngủ trở lại, người chơi đi đến năm vùng đất xứ Boletaria, giết những con quỷ mạnh nhất kiểm soát các khu vực đó và hấp thụ linh hồn của chúng để tăng sức mạnh, đủ để đối mặt với Vua Allant. Tuy nhiên khi chạm mặt, Vua Allant hóa ra là một con quỷ đội lốt. Sau khi đánh bại Vua Allant giả, Maiden in Black đưa người chơi—hiện được mệnh danh là “Kẻ sát quỷ” (Slayer of Demons)—đến gặp Old One. Người chơi sẽ đối mặt với Vua Allant thực sự, lúc này đã bị biến đổi thành một con quỷ trông giống như khối u ẩn trong cơ thể của Old One. Sau đó Maiden in Black một lần nữa đến để đưa Old One vào giấc ngủ. Nếu người chơi rời khỏi Old One thì sẽ được ca ngợi là anh hùng của Boletaria và trở thành một Tượng đài mới để hỗ trợ thế giới khi kiến thức về Soul Arts bị mất đi. Nếu người chơi giết Maiden in Black và quy phục Old One, cái kết sẽ là sự thèm khát linh hồn trỗi dậy trong người chơi và màn sương mù sẽ tiếp tục lan rộng ra.

## Phát triển
Demon's Souls được phát triển bởi FromSoftware, một nhà phát triển nổi tiếng với việc tạo ra loạt King's Field và Armored Core. Dự án ban đầu được Japan Studio đề xuất và hỗ trợ. Đạo diễn của Demon's Souls là Miyazaki Hidetaka, ông gia nhập công ty vào năm 2004 và làm việc với tư cách là người viết mã cho loạt Armored Core. Trò chơi được đồng sản xuất bởi Takeuchi Masanori của FromSoftware và Kajii Takeshi của Sony. Khái niệm hồi sinh một "dòng game hành động đã mất" được Kajii đề xuất lần đầu tiên. Do nhóm thiếu một tầm nhìn nhất quán, dự án ban đầu đã gặp khó khăn. Nghe nói về một trò chơi nhập vai giả tưởng cao bị coi là thất bại trong công ty, Miyazaki quyết định rằng nếu ông có thể tiếp quản dự án, ông có thể đưa nó đi theo bất kỳ hướng nào ông muốn. Vì trò chơi đã được cắm cờ nên việc nỗ lực của ông có thất bại cũng không thành vấn đề. Tính cả công việc ban đầu này, quá trình sản xuất trò chơi mất khoảng ba năm. Nhóm bao gồm các nhà phát triển kỳ cựu và nhân viên lớn tuổi.
Ý tưởng ban đầu cho Demon's Souls đến từ loạt King's Field của FromSoftware, Miyazaki cho rằng tông màu tối và độ khó cao là nguồn cảm hứng chính cho trò chơi. Bất chấp những nguồn cảm hứng này , Miyazaki không muốn kết nối Demon's Souls với King's Field, và bất chấp sự thúc giục của ông, nếu không, nhiều người đã gọi trò chơi là kế vị tinh thần cho King's Field, trong khi USgamer cũng ghi nhận những điểm tương đồng với Otogi: Myth of Demons của FromSoftware (2002). Miyazaki hy vọng sẽ đưa trò chơi trở lại những điều cơ bản, tạo ra trải nghiệm dựa trên lối chơi đầy thử thách mà ông cảm thấy đang chết dần trên thị trường trò chơi vào thời điểm đó. Ông muốn tạo ra một trò chơi tái tạo bóng tối, cảm giác kỳ ảo và khắc nghiệt của các tựa game nhập vai cổ điển (chẳng hạn như loạt King's Field và Wizardry) trên máy game hiện đại, cùng với kết hợp các yếu tố trực tuyến. Miyazaki thừa nhận một số điểm tương đồng với các trò chơi điện tử khác như Monster Hunter và Bushido Blade, nhưng cho biết nhóm không nghĩ đến bất kỳ ảnh hưởng cụ thể nào của trò chơi điện tử khi tạo Demon's Souls. Sau khi phác thảo các tài liệu thiết kế đầu tiên, khái niệm trò chơi thay đổi rất ít trong quá trình phát triển. Trò chơi cuối cùng không xuất hiện ở dạng có thể chơi được cho đến thời kỳ rất muộn trong quá trình phát triển và thậm chí sau đó còn bị các vấn đề về mạng và tốc độ khung hình. Nhóm được trao quyền tự do sáng tạo cao, điều chỉ có thể xảy ra nhờ vào thứ mà Kajii gọi là "thời gian và lịch phát hành may mắn".
Hệ thống Souls là một chủ đề thảo luận thường xuyên trong quá trình phát triển, với hệ thống hiện tại được quyết định vì không có nguy cơ mất soul sẽ cướp đi bất kỳ thành tựu nào của trò chơi đối với người chơi. Cái chết khác thường cơ học buộc Miyazaki phải cẩn thận diễn đạt cơ chế Soul trong khi thuyết trình về tài liệu thiết kế cho Sony, ông lo lắng rằng họ sẽ nhất quyết yêu cầu thay đổi nếu biết đầy đủ chi tiết. Khi tạo ra độ khó cao, Miyazaki giữ im lặng về khía cạnh đó khi nói chuyện với Sony, vì ông chắc chắn rằng họ sẽ nhấn mạnh vào việc hạ thấp độ khó xuống. Ông đã nói chuyện với Kajii, người đã đồng ý giữ kín cho đến khi phát hành. Mặc dù nổi tiếng là một trò chơi khó, Miyazaki chưa bao giờ có ý định làm trò chơi khó, thay vào đó hướng đến một trò chơi đầy thử thách và bổ ích mang đến trải nghiệm cho người chơi. Một ý tưởng bị loại bỏ là giới thiệu cái chết vĩnh viễn, nhưng nhân viên cho rằng điều này đi quá xa. Sự đa dạng đã được thêm vào chiến đấu bằng cách thay đổi cách các vũ khí khác nhau ảnh hưởng đến chuyển động của nhân vật, tương tự như The Elder Scrolls IV: Oblivion. Ngoài ra, tất cả các trùm đều được thiết kế dựa trên một tiền đề đơn giản trở nên "đa dạng và thú vị".
Cơ chế nhiều người chơi được lấy cảm hứng từ trải nghiệm lái xe trên sườn đồi của Miyazaki sau một trận tuyết dày. Khi những chiếc xe phía trước dừng lại và bắt đầu lùi lại, chúng đã bị những chiếc xe phía sau cố tình va vào và đẩy lên dốc, khiến giao thông được thông suốt. Không thể cảm ơn những người lái xe trước khi rời khỏi khu vực, ông tự hỏi liệu người cuối cùng trong hàng đã đến đích chưa, nghĩ rằng có lẽ ông sẽ không bao giờ gặp lại những người đó nữa. Miyazaki muốn mô phỏng cảm giác hợp tác thầm lặng khi đối mặt với nghịch cảnh. Điều này đã khai sinh ra hệ thống Phantom (Bóng ma), với việc triển khai Bóng ma Đen và Xanh được thiết kế để tăng trải nghiệm đa dạng của người chơi. Hệ thống nhắn tin nhằm mục đích không xâm phạm, Miyazaki so sánh chúng với tin nhắn văn bản. Hệ thống này khiến Miyazaki khó giải thích với Sony, cuối cùng ông so sánh tin nhắn của mình với sự ngắn gọn của một email qua một cuộc gọi điện thoại để các giám đốc điều hành có thể hiểu được. Nhóm muốn tránh việc thành lập các nhóm tìm kiếm giữa những người chơi; phần chơi mạng được thiết kế nhiều hơn để nâng cao nội dung chơi đơn hơn là một chế độ riêng biệt. Trận chiến Old Monk, liên quan đến việc triệu tập một người chơi khác làm Bóng ma Đen tối trong trận đánh trùm, đã gây ra rắc rối do số lượng lồi lớn mà nhóm cần phải loại bỏ.
Mô tả câu chuyện, Kajii cho biết mục đích của nhóm là "bỏ qua câu chuyện cố định" để tập trung vào lối chơi. Thế giới quan và giọng điệu được rút ra từ King's Field. Giọng điệu bị ảnh hưởng bởi cả Miyazaki và Kajii, cả hai đều là fan của kỳ ảo đen tối. Khi tạo ra thế giới, Miyazaki đã lấy cảm hứng từ văn hóa dân gian châu Âu và thần thoại, trái ngược với xu hướng sử dụng văn hóa dân gian Nhật Bản trong game nhập vai hành động Nhật Bản. Những ảnh hưởng trực tiếp bao gồm văn hóa dân gian của Arthur và Đức, các bộ phim giả tưởng Conan the Barbarian và Excalibur, và tác phẩm nghệ thuật của Frank Frazetta. Nhóm cũng bị ảnh hưởng bởi gamebooks cũ. Phong cách nghệ thuật đen tối này một phần bị ảnh hưởng bởi mục tiêu của họ với lối chơi. Phong cách nghệ thuật cũng bị ảnh hưởng bởi phương Tây nhiều hơn so với Nhật Bản Miyazaki có thêm một số thế giới trong thiết kế ban đầu, với thế giới mới nhất bị cắt là một thế giới có tên là Library và một khu vực bên ngoài dành cho Nexus. The Tower of Latria và Valley of Defilement được xây dựng xung quanh các chủ đề tương ứng về tội lỗi do con người gây ra và cái ác tự nhiên.
Phần âm nhạc do Kida Shunsuke đảm nhận, ông từng làm việc với một số trò chơi điện tử nhưng lại nổi tiếng với việc soạn nhạc cho một số bộ phim truyền hình Nhật Bản. Ồng được cất nhắc nhờ kỹ năng sáng tác dàn nhạc. Âm nhạc có giai điệu u tối, với nhiều bản dành cho violin hoặc piano độc tấu, trong khi các bản nhạc khác sử dụng toàn dàn nhạc. Thanh nhạc đều là hợp xướng, duy trì bầu không khí đen tối của trò chơi. Ba bài hát bao gồm phần hát của ca sĩ Nhật Bản Kokia.

## Phát hành
Demon's Souls được công bố lần đầu tiên vào đầu tháng 10 năm 2008 thông qua tạp chí Famitsu của tuần đó, với trò chơi có thể chơi được tại Tokyo Game Show (TGS) vào tuần sau. Phản ứng với bản chơi thử TGS được Kajii mô tả là "không khác gì một thảm họa" do tính chất thách thức bất ngờ của nó. Nhiều người cho rằng phần chiến đấu của trò chơi vẫn đang được phát triển, Kajii than thở rằng trò chơi không phù hợp với môi trường demo. Chủ tịch của Sony là Yoshida Shuhei cũng bác bỏ trò chơi. Khi chơi thử, ông đã tốn tới hai giờ và không vượt qua được khu vực xuất phát. Ông tin rằng nó chỉ đơn giản là kém chất lượng và gọi nó là "một trò chơi tệ đến mức khó tin".
Sony Computer Entertainment Japan phát hành Demon's Souls tại Nhật Bản ngày 5 tháng 2 năm 2009. Do phản hồi tiêu cực từ nhân viên Sony và báo chí Nhật Bản, Sony đã quyết định không bản địa hóa trò chơi cho các thị trường phương Tây, một quyết định mà Sony và đặc biệt là Yoshida sau đó đã phải hối hận. Sony đã tạo một phiên bản tiếng Anh của trò chơi cho thị trường châu Á . Phiên bản này được Active Gaming Media dịch lại. Phiên bản tiếng Trung phát hành ngày 26 tháng 2.
Phần lồng tiếng của trò chơi là bằng tiếng Anh cho tất cả các phiên bản. Do lấy bối cảnh ở Châu Âu thời Trung cổ, nhóm đã quyết định không sử dụng các diễn viên người Anh gốc Mỹ và yêu cầu Sony xử lý khía cạnh đó. Hầu hết các diễn viên là người Scotland. Trò chơi một lần nữa được Active Gaming Media bản địa hóa từ tiếng Nhật sang tiếng Anh. James Mountain của Active Gaming Media là dịch giả chính, ông đã cố gắng dịch và bản địa hóa đoạn hội thoại một cách tự nhiên nhất có thể. Mặc dù chưa bao giờ nhìn thấy bất kỳ nội dung, hình ảnh nghệ thuật hoặc video nào từ trò chơi, nhưng ông đã giải thích giọng điệu của văn bản gốc thành "các hiệp sĩ, bọn rồng, lủ quỷ, kiểu game tập trung vào hành động nhập vai". Với suy nghĩ này, ông đã đưa vào những từ cổ xưa như "thee" "thy" và "thou". Bản thảo ban đầu sử dụng rất nhiều đoạn hội thoại cổ xưa, nhưng sau khi xem lại, Mountain đã quyết định viết lại những phần này vì họ cảm thấy còn thiếu sót.
Trò chơi được Atlus USA cấp phép phát hành ở Bắc Mỹ. Mặc dù Sony miễn cưỡng cấp phép phát hành trò chơi cho bên thứ ba, nhưng họ muốn trò chơi tìm được một phân khúc thích hợp thì phát hành của bên thứ nhất không còn là một tùy chọn nữa. Bản địa hóa ở Bắc Mỹ chủ yếu giải quyết "các vấn đề về ngữ pháp/không chính xác" từ phiên bản nước ngoài. Atlus USA đã biết về độ khó cao của trò chơi, nhưng bị ấn tượng bởi chất lượng của trò chơi và quyết định tiếp tục. Cũng do độ khó cao nên bản thân game đã lên kế hoạch cho doanh số bán hàng khiêm tốn. Trò chơi phát hành ở Bắc Mỹ vào ngày 6 tháng 10, có cả phiên bản tiêu chuẩn và giới hạn.
Trước khi trò chơi phát hành tại Hoa Kỳ, việc xuất bản ở các lãnh thổ thuộc khu vực PAL không rõ ràng sau khi Sony Computer Entertainment Europe và Atlus thông báo rằng cả hai đều không có kế hoạch xuất bản trò chơi. Ngày 16 tháng 4 năm 2010, Namco Bandai Partners, một công ty con của Namco Bandai Games, đã ký một thỏa thuận với Sony Computer Entertainment để cho phép hãng này phân phối và xuất bản game trong lãnh thổ PAL. Phiên bản châu Âu có phiên bản tiêu chuẩn và giới hạn. Trò chơi phát hành trên các lãnh thổ PAL, bao gồm châu Âu và Úc, vào ngày 25 tháng 6.
Máy chủ Bắc Mỹ cho Demon's Souls ban đầu được lên kế hoạch ngừng hoạt động vào tháng 10 năm 2011, hai năm sau khi trò chơi phát hành trong khu vực. Một tháng trước đó, Atlus đã quyết định duy trì hoạt động của các máy chủ cho đến tháng 5 năm sau. Sau đó, sau những phát triển mới không còn xác định, Atlus thông báo họ sẽ duy trì hoạt động của các máy chủ "vô thời hạn". Cuối cùng, chúng đã ngừng hoạt động trên toàn thế giới vào tháng 2 năm 2018. Việc ngừng hoạt động đồng nghĩa với việc chấm dứt chức năng nhiều người chơi, nhắn tin và cơ chế World Tendency. Một số vài tháng sau khi máy chủ ngoại tuyến, một nhóm người hâm mộ đã tạo một máy chủ riêng để khôi phục tất cả các chức năng trực tuyến.

## Làm lại
Bản làm lại của Bluepoint Games cho PlayStation 5 đã được công bố tại sự kiện ra mắt hệ máy vào tháng 6 năm 2020. Quá trình sản xuất bản làm lại bắt đầu sau khi xưởng hoàn thành bản làm lại năm 2018 của Shadow of the Colossus. Demon's Souls được phát hành dưới dạng tiêu đề ra mắt cho máy vào ngày 12 tháng 11 năm 2020.

## Đón nhận
Sau khi phát hành tại Nhật Bản, Demon's Souls nhìn chung đã được các nhà phê bình đón nhận nồng nhiệt. Dengeki đã cho điểm trò chơi là 95/85/85/85, cộng lại thành 350 trên 400, nói rằng "những người hâm mộ trò chơi kiểu cũ sẽ rơi nước mắt vì sung sướng." Famitsu cho 29 trên 40 điểm (7/9/7/6), với biên tập viên Yamamoto Paint cho điểm 9 và gọi nó là "trò chơi bạn học cách chơi bằng cách thua – bạn' Bạn sẽ thường xuyên phải đối mặt với cái chết bất ngờ. Nhưng! Hãy tiếp tục chơi... và bạn sẽ nhận ra nó thực sự sâu sắc như thế nào." Tuy nhiên, một biên tập viên khác là Kichiji Maria đã cho điểm 6 và nhận thấy trò chơi "quá khắc kỷ... nó không phải là trò chơi dành cho tất cả mọi người."
Khi phát hành ở Bắc Mỹ, trò chơi đã nhận được sự hoan nghênh của giới phê bình với điểm phê bình trung bình là 89/100 tại Metacritic. Mặc dù trò chơi có độ khó cao, nhiều người đánh giá nhận thấy đây là một khía cạnh tích cực, khiến trò chơi trở nên bổ ích hơn khi chơi. GameSpotgọi độ khó cao là "công bằng", nói rằng người chơi "chắc chắn sẽ chịu rất nhiều sát thương cho đến khi bạn học được những điều tinh tế khi chiến đấu với từng kẻ thù, nhưng cảm giác chiến đấu vẫn vừa phải."IGN lặp lại quan điểm này, nói rằng những người chơi "có thể nhớ những ngày xưa tốt đẹp khi các trò chơi được dạy thông qua việc sử dụng củng cố tiêu cực hiệu quả cao và phải trả giá đắt, nếu không chơi cẩn thận thì nên tìm hiểu điều này ngay lập tức." Game Informer gọi nó là "một trong những game nhập vai Nhật Bản thực sự tuyệt vời đầu tiên của thế hệ này, và chắc chắn là đáng chú ý nhất." Tuy nhiên, Official U.S. PlayStation Magazine dù khen ngợi trò chơi về tổng thể, họ vẫn cho Demon's Souls là "tốt nhất nên để cho những game thủ khổ dâm, khó tính nhất."
Trước khi trò chơi được phát hành ở Châu Âu, các nhà phê bình Châu Âu đã xem xét các bản sao nhập khẩu. Eurogamer được gọi là Demon's Souls "khắc kỷ, không khoan nhượng, khó làm quen, nhưng cũng sâu sắc, bị xáo trộn một cách hấp dẫn và rất bổ ích" trong khi Edge giải thích quan điểm tích cực của họ về độ khó bằng cách nói rằng "nếu sức hấp dẫn cuối cùng của trò chơi nằm ở việc học và thành thạo các kỹ năng mới, thì chắc chắn cảm giác mạnh nhất của nó sẽ được tìm thấy ở những bài học khó nhất", kết luận "đối với những người phát triển dưới sự kiểm tra nghiêm ngặt của Demon’s Souls, không có cảm giác đạt được thành tựu ảo nào lớn hơn."

## Doanh thu
Trong tuần đầu tiên mở bán, Demon's Souls đã ra mắt ở vị trí thứ hai trong bảng xếp hạng với hơn 39.000 bản được bán ra, xếp sau sản phẩm bán chạy nhất của tuần trước Tales of the World: Radiant Mythology 2. Trò chơi đã bán hết 95% lô hàng trong thời gian ra mắt, cháy hàng tại một số cửa hàng. Theo Miyazaki, doanh thu ban đầu của Demon's Souls chậm ở Nhật Bản, kết hợp với phản ứng tiêu cực từ các triển lãm thương mại khiến cả nhóm lo sợ rằng trò chơi sẽ thất bại. Tuy nhiên, những lời truyền miệng tích cực cuối cùng đã giúp trò chơi bán được hơn 100.000 bản, điều mà nhóm coi là thành công. Trò chơi đã bán được 134.585 bản tại Nhật Bản vào tháng 12 năm 2009.
Atlus đã ước tính doanh số bán hàng của trò chơi là 75.000 đơn vị, chỉ chuẩn bị lô hàng đầu tiên là 15.000 đơn vị trước khi những lời truyền miệng tích cực và sự hoan nghênh của giới phê bình khiến doanh số bán hàng tăng vọt. Trong Bắc Mỹ, trò chơi là tựa game bán chạy thứ mười một trong tháng phát hành, đạt doanh số 150.000 bản. Đến tháng 3 năm 2010, trò chơi đã bán được 250.000 bản tại Bắc Mỹ. Theo Atlus, trò chơi đã bán được gấp ba lần ước tính ban đầu của họ vào tháng 4 năm 2010. Trong báo cáo năm tài chính của họ, công ty mẹ của Atlus là Index Corporation đã báo cáo lợi nhuận trên 3 triệu USD. Điều này gần như hoàn toàn là do thành công thương mại của Demon's Souls. Vào tháng 9 năm 2010, Atlus thông báo Demon's Souls sẽ phát hành ở Bắc Mỹ dưới tên Sony Greatest Hits với việc giảm giá mạnh, hơn dự kiến trước đây của nhà phát hành. Trạng thái của nó cho thấy doanh số bán hàng trong khu vực là hơn 500.000 đơn vị.
Tại Anh, phiên bản đặc biệt của trò chơi đã bán hết rất nhanh ngoài cả sự lo sợ doanh thu "nhỏ giọt". Đây được coi là một thành công của Namco Bandai Partners, đặc biệt là do sự chậm trễ lâu dài giữa các bản phát hành ở Bắc Mỹ và Châu Âu. Mặc dù số lượng đơn vị bán ra không đạt tới con số hàng trăm nghìn vào thời điểm đó, nhưng Namco Bandai vẫn tự tin vào thành công thương mại trong tương lai của trò chơi. Điểm đánh giá thuận lợi của Demon's Souls đã giúp cho hiệu suất tài chính của trò chơi trở nên độc nhất vô nhị vì thiếu một chiến dịch tiếp thị hỗ trợ. Nhà phân tích trò chơi Jesse Divnich nhận xét "Demon's Souls có lẽ là một trong những trò chơi phù hợp nhất về mặt thống kê được phát hành trong thế giới trò chơi vì nó giúp trả lời một câu hỏi thường gặp: một trò chơi chất lượng cao sẽ bán được bao nhiêu nếu nó không được hỗ trợ bởi tiếp thị đại chúng, được phát hành bởi một nhà xuất bản không nổi tiếng và là tài sản trí tuệ mới." Tính đến năm 2011, trò chơi đã bán được hơn một triệu bản trên toàn thế giới.

## Giải thưởng
Trong Giải thưởng Hay nhất và Tệ nhất năm 2009, GameSpot đã trao giải cho Demon's Souls là Trò chơi tổng thể của năm, Trò chơi PS3 hay nhất, Trò chơi nhập vai hay nhất và Cơ chế trò chơi gốc hay nhất để tích hợp trực tuyến. GameTrailers đã trao giải Game nhập vai hay nhất và Tài sản trí tuệ mới hay nhất. IGN cũng trao giải trò chơi RPG trên PS3 hay nhất. X-Play đã trao giải Cải tiến lối chơi cho nhiều người chơi hay nhất. PC World đã trao giải Trò chơi của năm. RPGamer đã trao giải Trò chơi nhập vai của năm 2009, bao gồm Đồ họa đẹp nhất và Game nhập vai PS3 hay nhất. Vào năm 2015, Edge đã xếp trò chơi này ở vị trí thứ 20 trong danh sách những trò chơi điện tử hay nhất mọi thời đại. Tại Giải thưởng Thành tựu Tương tác năm 2010, Demon's Souls đã được đề cử cho "Trò chơi nhập vai/nhiều người chơi của năm" và "Sáng tạo nổi bật trong ngành trò chơi".